# Hermína Franková
Hermína Franková, rozená Mračková, (6. července 1928 Praha – 7. června 2024 Praha) byla česká spisovatelka a scenáristka.

## Životopis
Rodiče Hermíny Frankové měli obchod s ručně šitou obuví ve Vodičkově ulici v Praze. Po válce otevřeli obchod v Jungmannově ulici, který byl znárodněn po roce 1948, rodinu vystěhovali z Prahy, otce zaměstnali jako dělníka na stavbě Slapské přehrady a matku zaměstnali ve slapské vojenské ozdravovně, která byla vystavěna na znárodněném pozemku rodiny. Po absolvování Dívčího reálného gymnázia v roce 1947 začala studovat farmacii na Univerzitě Karlově, studium dokončila roku 1953 na Farmaceutické fakultě Masarykovy univerzity v Brně, kam byla výuka oboru přeložena. V roce 1949 se provdala za Miroslava Franka. Pracovala jako magistra v lékárně a v letech 1956–1961 v propagačním referátu národního podniku Léčivé rostliny. Od roku 1961 se živila jako spisovatelka. V roce 1968 vystupovala proti sovětské okupaci a vystoupila z komunistické strany (KSČ), kam vstoupila v roce 1945 jako studentka gymnázia, a následně byla zařazena mezi autory, kteří nesměli příštích deset let publikovat. V 70. letech deset let pracovala ve své původní profesi lékárnice, v této době její knihy vycházely pod jmény jiných spisovatelů. V letech 1969–1976 byl jejím manželem spisovatel Ota Šafránek a v letech 1980–1988 Milan Hruška. 
Její knihy začaly vycházet na začátku 60. let. V roce 1968 napsala krátkou povídku pro děti Čarodějnička na koštěti, podle níž v příštím roce napsala námět k filmové fantasy komedii Dívka na koštěti. V 60. letech napsala i řadu knih pro dospělé, například Děti platí polovic?, Ženy pod helmou či Blázni a Pythagoras. Od začátku 80. let se snažila vracet k psaní pod vlastním jménem. Vrátila se k čarodějnickému tématu a napsala scénář k sérii fantasy komedií Ohnivé ženy. Od 90. let se znovu může naplno věnovat psaní; podílela se například na scénáři projektu Kinolabyrint na výstavu v japonské Ósace. Žila střídavě v Praze a v jižních Čechách, hold jim vzdala například v knihách Kluk od vody či Jupí, jdeme do světa (2014). Měla dvě dcery.

### Knihy pro děti
- Panáček Švícko – 1961
- Plavčík a sardinky – 1965. Titulní pohádka též Anglicky v : Modern Tales and Fables : How the Sardines Learned to Walk, Hamlyn (1969)
- Město hraček – 1968
- Čarodějnička na koštěti – 1968
- Jedna zrzka navíc – 1976 Albatros (pod jménem Josef Vinař), 1990 Albatros (pod jménem Hermína Franková)
- Ani v noci, ani ráno – 1979 Albatros (pod jménem Josef Vinař)
- Poslední prázdniny – 1980 Albatros (pod jménem Jarmila Černíková-Drobná)
- Vendula aneb francouzština pro pokročilé – 1981. Ve stejném roce maďarské vydání, další vydání 2000, německé vydání Ein Versteck für Paul, 2003
- Minervistka – 1984
- Dívka na koštěti – 1987 (spoluautor M. Macourek) Albatros, 2002 Amulet.
- Kluk od vody – 1987, francouzské vydání 1991 Nathan, France.
- Lékárníkových holka – 1996
- Čarodějnice bez koštěte – 2006
- Jupí, jdeme do světa! – 2014
- Padavka a bezva pes – 2016[12]

### Knihy pro dospělé
- Děti platí polovic? – 1961, německé vydání: Kinder die Hälfte? 1965
- Vánoce v hotelu – 1964
- Blázni a Pythagoras – 1966, 1994, německé vydání: Die Narren und Pythagoras 1966 Verlag Sauerlander, Switzerland.
- Blázni mají propustky – 1969
- Helena v lázni – 1971
- Ubohý Džony – 1988
- Ohnivé ženy – 1992, 2004
- Hlavně dýchat – 2006
- In : Cahová, I., Gilk, E., Lukáš, M., Tobě zahynouti nedám – 2017 : Povídka Žil jeden zlatník.[12][13]

### Film, TV, divadlo
- U Černé Matky boží – 1962, divadelní hra (režie J. Dudek)
- Nechte maličkých – 1967, TV komedie
- Dívka na koštěti – 1971, námět Hermína Franková (scénář M. Macourek, režie V. Vorlíček)
- Jak se naučit švédsky – 1979, TV komedie (režie I. Toman)
- Babička se nám zbláznila – 1982, TV komedie (režie J. Krejčík)
- Levé křídlo – 1983 (režie J. Hanibal, scénář M. Pavlík)
- Takový talent – 1983 (režie J. Bonaventura)
- Ohnivé ženy – 1984 (režie: Z. Podskalský)
- Ohnivé ženy se vracejí – 1986 (režie: Z. Podskalský)
- Ohnivé ženy mezi námi – 1986 (režie: Z. Podskalský)
- Nejlepší kšeft mého života – 1988, TV hra (režie J. Adamec)
- Kinolabyrint (Cinelabyrinth) – 1990, scénář pro Expo’90 v Ósace (spoluautor scénáře M. Macourek, autor projektu dr. R. Činčera)
- Lékárníkových holka – 1996 (režie A. Procházková)
- Politik a herečka – 2001 (režie J. Herz)[12]